# Eckerölinjen
Ej att förväxla med Eckerö Line, operatör Helsingfors–Tallinn inom samma koncern.
Eckerölinjen, formellt Eckerö Linjen Ab, är ett åländskt rederi grundat på 1960-talet och ingår i Eckerökoncernen. Det trafikerar rutten mellan Eckerö på Åland och Grisslehamn i Sverige (ca 45 km), med två turer per vardag och tre under helger och högsäsong. Sedan 2006 är M/S Eckerö bolagets huvudfartyg.

## Rutt och trafik
Rutten är 45 km lång och tar cirka två timmar enkel väg.  
| Typ av dag           | Antal turer enkel väg |
| -------------------- | --------------------- |
| Vardag               | 2                     |
| Helger och högsäsong | 3                     |

## Historia
Eckerölinjen startade under 1960-talet och har sedan dess använt en rad fartyg på linjen. År 2006 togs M/S Eckerö i bruk som bolagets nuvarande fartyg.

## Fartyg
| Fartyg                        | Period        | Byggare / Kommentar                    |
| ----------------------------- | ------------- | -------------------------------------- |
| M/S Rospiggen                 | 1960–1962     | –                                      |
| M/S Alandia (1939)            | 1962–1974     | –                                      |
| M/S Rospiggen II              | 1962–1963     | –                                      |
| M/S Roslagen I                | 1969–1988     | Meyer Werft                            |
| M/S Rospiggen III             | 1975–1976     | –                                      |
| M/S Bastø IV (som Rospiggen)  | 1978–1983     | –                                      |
| M/S Eckerö I                  | 1982–1991     | –                                      |
| M/S Apollo (1970)             | 1990–2000     | Meyer Werft                            |
| M/S Alandia (1972)            | 1992–2006     | Meyer Werft; såldes 2006, skrotad 2021 |
| M/S Elblag                    | chartrad 1995 | –                                      |
| M/S ST. Damian (som Roslagen) | 1988–2007     | –                                      |
| M/S Eckerö                    | 2006–         | Huvudfartyg sedan 2006                 |

## Galleri

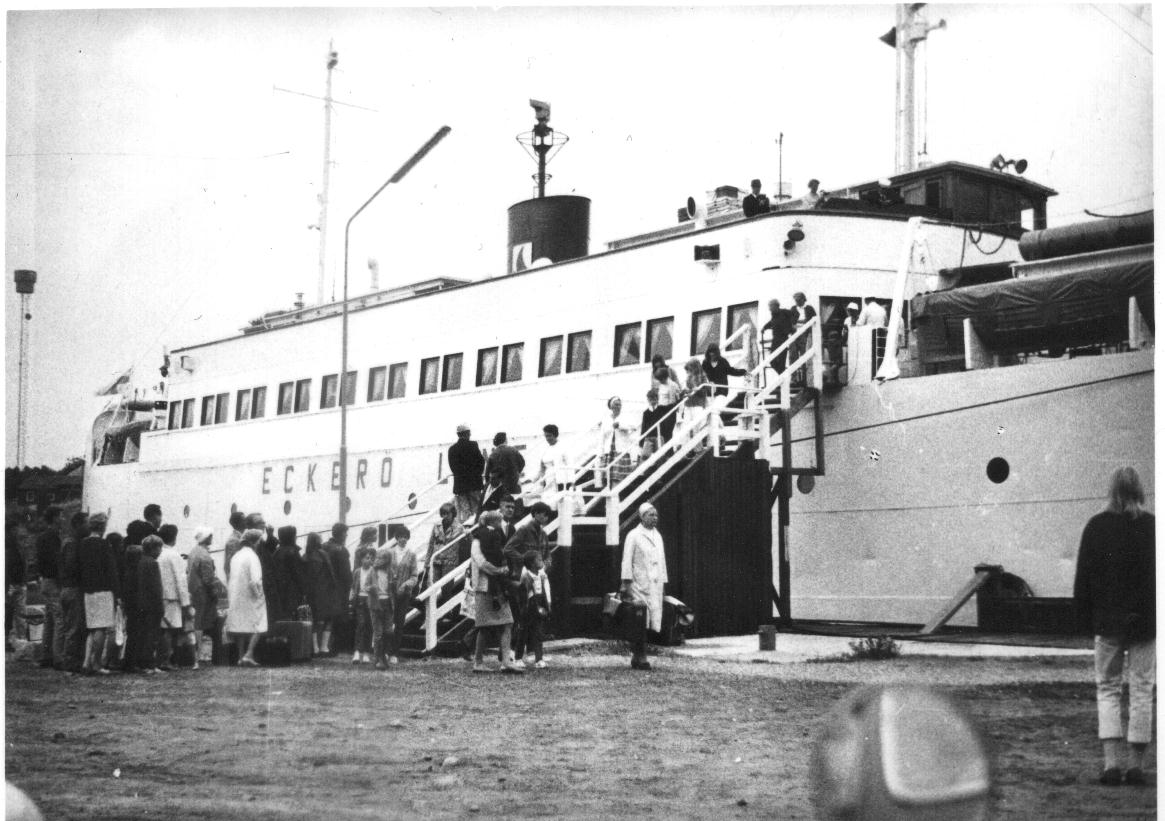
M/S Alandia (1939) i Grisslehamn, juli 1967
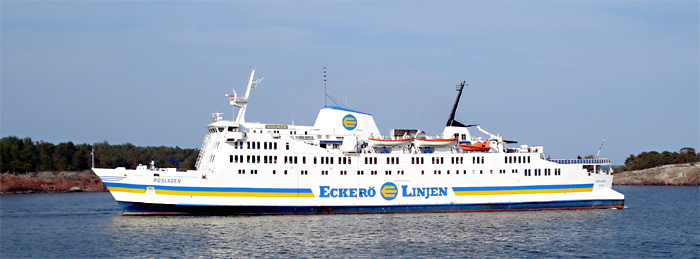
M/S Roslagen I i trafik för Eckerölinjen